# Racor
Un racor (del francés raccord) es una pieza metálica con o sin roscas internas en sentido inverso, que sirve para unir tubos, por ejemplo los cuadros de bicicletas, u otros perfiles cilíndricos.

## Tipos
Racor de incendios:

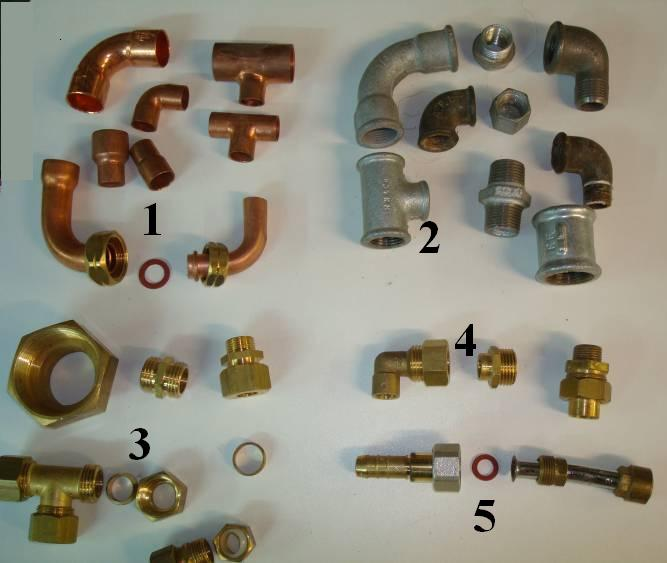
Surtido de racores de tubería
1 - Soldadura de cobre
2 - Hierro o latón, rosca
3 - Cobre, compresión
4 - Tornillo de cobre, soldadura
5 - Cobre, adaptadores especiales

Es una pieza indispensable en las conexiones de las mangueras utilizadas para apagar incendios por los bomberos. Hay tres tipos exclusivas para la lucha contra incendios:
- En España están normalizadas bajo la UNE 23400. y se le denomina racor Barcelona (Ver ).
- El racor Guillemin, de origen francés, tiene como normativa la NF.
- El racor Storz, de origen alemán, tiene como normativa la DIN.
- El racor Británico, de origen inglés, tiene como normativa la BS.

y otros tanto de otros tantos países.

## Racor tipo Barcelona según UNE 23400
Es un racor simétrico, es decir cualquier racor empalma con cualquier otro, dentro de la misma talla. Consiste en un cuerpo cilíndrico y hueco que tiene por un lado tres patillas que engarzan con sus homólogas con un giro de cuarto de vuelta, y por el otro la correspondiente cola de ligatura, rosca mecanizada o tapa ciega.
Los tres diámetros principales son: Ø25, Ø45 y Ø70, aunque existe el racor Bcn Ø100 que se utiliza en algunos trabajos especiales o tomas de hidrantes. (Medidas en mm.)
Los tipos que existen en el mercado serían:
- Los tapones, que tienen una válvula de descompresión.
- Los racores para mangueras, o racores de ligatura, que son los que traen las mangueras de los bomberos en sus respectivas puntas.
- Los racores con roscas tanto exterior como interior y cuya equivalencia sería:
  - Ø25 corresponde a 1" w.g.
  - Ø45 corresponde a 1½" w.g.
  - Ø70 corresponde a 2½" w.g.
  - Ø100 correspondiente a 3½" w.g.
- Las reducciones, que son de tres tipos:
  - Reducción de Ø45 a Ø25
  - Reducción de Ø70 a Ø45
  - Reducción de Ø100 a Ø70.

La capacidad hidráulica de estos racores viene fijada en norma, pero por regla general son aptos únicamente para trabajos de impulsión, no de depresión, pues tienden a soltarse.
Están construidos en aluminio forjado y posterior recubrimiento anodizado. También se construyen en aleación de bronce para ambientes marinos donde el aluminio no aguanta bien. Y por último, se construyen algunos modelos en aluminio fundido, preferentemente para instalaciones fijas del tipo BIE, Boca de Incendio Equipada.